# جوان دونالدسون
جوان دونالدسون هي صحفية كندية، ولدت في 23 أبريل 1946 في تورونتو في كندا، وتوفيت في 7 سبتمبر 2006 في فيكتوريا في كندا.